# Konganapuram
Konganapuram es una ciudad y nagar Panchayat situada en el distrito de Salem en el estado de Tamil Nadu (India). Su población es de 9286 habitantes (2011). Se encuentra a 28 km de Salem y a 34 km de Erode.

## Demografía
Según el censo de 2011 la población de Konganapuram era de 9286 habitantes, de los cuales 4721 eran hombres y 4565 eran mujeres. Konganapuram tiene una tasa media de alfabetización del 72,11%, inferior a la media estatal del 80,09%: la alfabetización masculina es del 80,72%, y la alfabetización femenina del 63,27%.